# John de Mowbray (2e duc de Norfolk)
Titres
Duc de Norfolk
14 juillet 1425 – 19 octobre 1432
(7 ans, 3 mois et 5 jours)
Comte de Norfolk et de Nottingham, baron Segrave (en) et Mowbray
8 juin 1405 – 19 octobre 1432
(27 ans, 4 mois et 11 jours)
 (janvier 2023).
Si vous disposez d'ouvrages ou d'articles de référence ou si vous connaissez des sites web de qualité traitant du thème abordé ici, merci de compléter l'article en donnant les références utiles à sa vérifiabilité et en les liant à la section « Notes et références ».
John de Mowbray (1392 – 19 octobre 1432), 2e duc de Norfolk, 9e baron Segrave, 8e baron Mowbray, chevalier de l'Ordre de la Jarretière, comte-maréchal, était un noble anglais.
Il est le second fils de Thomas de Mowbray, et succède à son frère Thomas comme 5e comte de Norfolk et 3e comte de Nottingham en 1405. Il devient également Comte-maréchal en 1413, année de l'avènement d'Henri V, qui commence son règne par une politique de réconciliation avec les ennemis de la Maison de Lancastre.
Il recouvre les terres confisquées par Henri IV en 1399 et 1405. En août 1415, il est membre du tribunal qui condamne à mort Richard de Conisburgh. En 1425, il retrouve le titre de duc de Norfolk, confisqué depuis 1399.
Il épouse Catherine Neville, fille de Ralph Neville, et eut un fils, John.
Il accompagne Henri V en France en 1415 et prend part au siège de Harfleur. Il est cependant trop affaibli par la dysenterie pour prendre part à la bataille d'Azincourt.
Il meurt en 1432 à Epworth et y est enterré.